# Ascanio Mari
Ascanio di Giovanni Mari (Tagliacozzo, 1524 – Parigi?, ...) è stato un orafo italiano.

## Biografia
Giovanissimo venne preso a bottega da Benvenuto Cellini a Roma. Nonostante alcuni screzi con il maestro, riportati puntualmente nella Vita, gli restò sempre fedele e Cellini lo portò con sé in Francia alla corte di Francesco I. A lui lasciò il Petit Nestle, castello nel centro di Parigi concesso al Cellini dal re, dopo la sua partenza per Firenze. Ascanio restò così a Parigi, servendo anche Enrico II. Sposò Costanza, figlia dello scultore Girolamo della Robbia, che per un certo tempo fu alloggiato al Petit Nestle. 
Dumas padre si ispirò a lui per il personaggio di Fernando nel romanzo di cappa e spada intitolato appunto Ascanio.